# 明治村 (山形県)
明治村（めいじむら）は、かつて山形県東村山郡にあった村。

## 沿革
- 1889年（明治22年）4月1日 - 町村制施行に伴い、東村山郡灰塚村・渋江村・中野目村の区域をもって明治村が発足。
- 1954年（昭和29年）10月1日 - 山形市に編入。同日明治村廃止。